# 立法院中南部服務中心

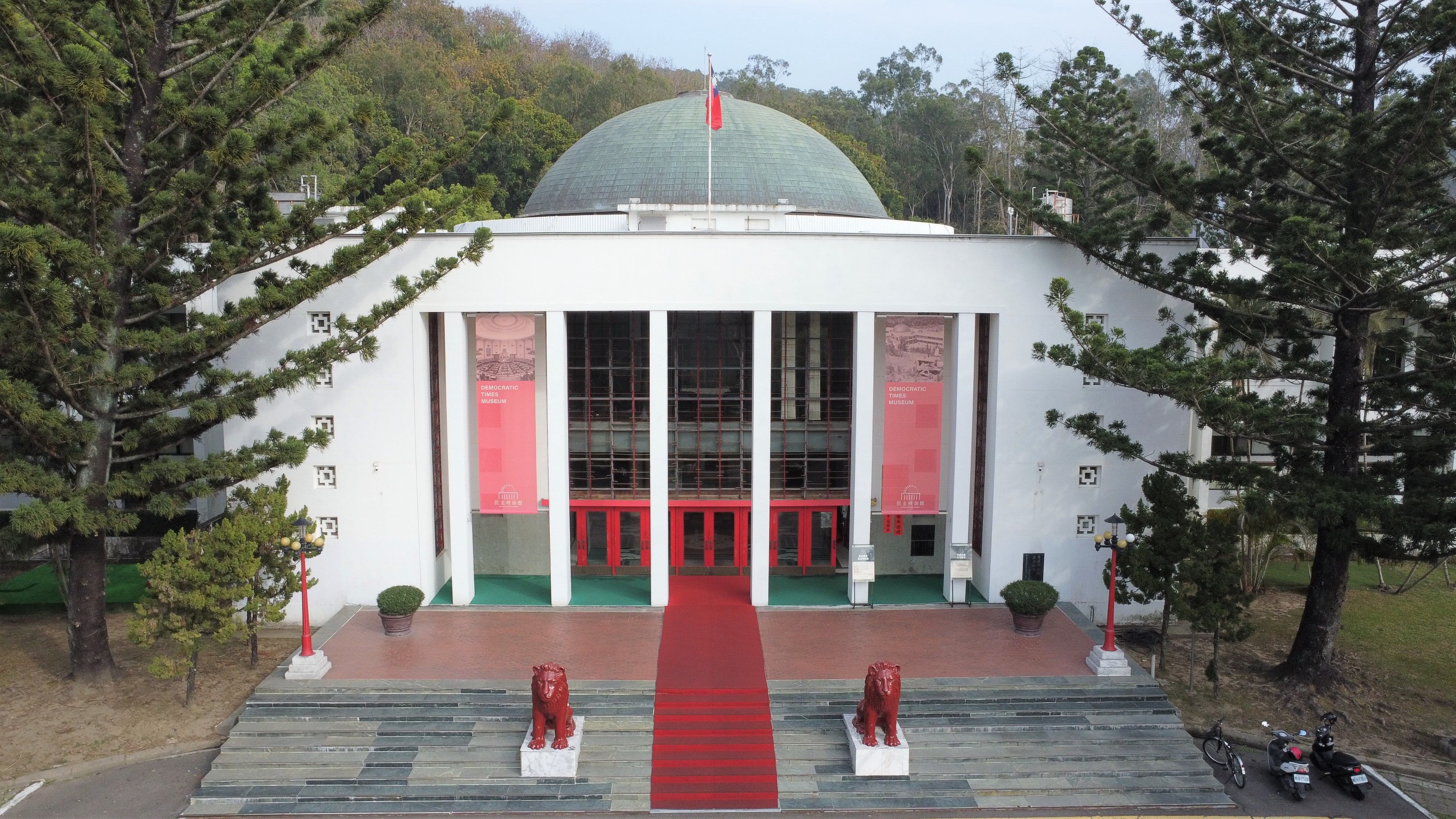
原臺灣省議會議事大樓，設有中南部服務中心與立法院民主時刻館

立法院中南部服務中心是中華民國立法院位於臺中市霧峰區立法院民主議政園區的所屬行政機關。目前管理立法院民主時刻館、民主草坪、議蘆會館、民主議政園區土地建物、環境與安全維護，並提供立法委員住宿、接送等服務。

## 組織
- 主任[2]
  - 副主任 
    - 秘書
      - 編審
      - 編審

第一科
立法委員於中南部地區之服務及中部地區公務車輛派遣及管理事項。
第二科
協助立法委員辦理民眾陳情請願及民眾參訪解說，並配合辦理各項教育訓練事項。
第三科
中南部服務中心秘書、事務管理、安全維護及資訊協助等業務事項。

## 外部連結
立法院中南部服務中心 （页面存档备份，存于）（中文）